# Храмы Ржева
| Фотография                          | Название                                        | Местонахождение                                                                  | Координаты                        | Год основания                     | Современный статус                | Примечания                                                                                  |
| Храмы Русской православной церкви   | Храмы Русской православной церкви               | Храмы Русской православной церкви                                                | Храмы Русской православной церкви | Храмы Русской православной церкви | Храмы Русской православной церкви | Храмы Русской православной церкви                                                           |
| ----------------------------------- | ----------------------------------------------- | -------------------------------------------------------------------------------- | --------------------------------- | --------------------------------- | --------------------------------- | ------------------------------------------------------------------------------------------- |
|                                     | Оковецкий кафедральный собор                    | Ржев, улица Марата, 5                                                            | 56°15′18″ с. ш. 34°20′11″ в. д.   | 1821                              | действующий                       |                                                                                             |
|                                     | Храм Вознесения Господня                        | Ржев, Торопецкий тракт                                                           | 56°15′04″ с. ш. 34°18′40″ в. д.   | 1855                              | действующий                       |                                                                                             |
|                                     | Церковь Новомучеников и Исповедников Российских | Ржев, улица Ленина, 2а                                                           | 56°15′45″ с. ш. 34°19′46″ в. д.   | 2004                              | действующая                       |                                                                                             |
|                                     | Церковь Великомученицы Варвары                  | улица Краностроителей                                                            | 56°15′44″ с. ш. 34°20′43″ в. д.   | 2004                              | действующая                       | Построена при поддержке ОАО «Электромеханика»                                               |
|                                     | Смоленская церковь при Епархиальном училище     | Ржев, Большая Спасская улица, 33/57                                              | 56°15′09″ с. ш. 34°19′42″ в. д.   | 1865                              | действующая                       |                                                                                             |
|                                     | Смоленская церковь                              | Смоленское кладбище                                                              | 56°15′25″ с. ш. 34°18′22″ в. д.   | 1861                              | недействующая                     | Находится в полуразрушенном состоянии                                                       |
| Часовни Русской православной церкви |                                                 |                                                                                  |                                   |                                   |                                   |                                                                                             |
| Внешнее изображение                 | Часовня Смоленской Иконы Божией Матери          | Смоленское кладбище                                                              | 56°15′25″ с. ш. 34°18′22″ в. д.   | 1997                              | действующая                       | Построена ОАО «Электромеханика». Сгорела в начале 2000-х, в 2006 году заново отстроена      |
| Внешнее изображение                 | Часовня Михаила Архангела                       | Ржев, Щукинское кладбище                                                         | 56°17′36″ с. ш. 34°16′13″ в. д.   | 1999                              | действующая                       | Построена ОАО «Электромеханика»                                                             |
| Внешнее изображение                 | Часовня Николая Чудотворца                      | Ржев, улица Никиты Головни, справа от дороги при въезде в город со стороны Твери | 56°16′49″ с. ш. 34°20′51″ в. д.   | 2001                              | действующая                       |                                                                                             |
|                                     | Часовня Николая Чудотворца                      | Ржев, Железнодорожная улица, парк Железнодорожников                              | 56°14′38″ с. ш. 34°19′33″ в. д.   | 2001                              | действующая                       | Приурочена к 100-летию Виндавской железной дороги, построена на средства железнодорожников. |
|                                     | Часовня Александра Невского                     | Мемориальное кладбище советских воинов                                           | 56°17′05″ с. ш. 34°17′17″ в. д.   | 2002                              | действующая                       |                                                                                             |
| Старообрядческие храмы              |                                                 |                                                                                  |                                   |                                   |                                   |                                                                                             |
|                                     | Покровская церковь                              | Ржев, улица Калинина, 62                                                         | 56°15′07″ с. ш. 34°19′49″ в. д.   | 1910                              | действующая                       |                                                                                             |
| Внешнее изображение                 | Троицкая церковь                                | Ржев, улица Смольная                                                             | 56°15′18″ с. ш. 34°19′19″ в. д.   | 1909                              | недействующая                     | Разрушена во время войны, частично сохранилась колокольня.                                  |